# Dan Kissel
Dan Kissel (né le 25 janvier 1987 à Crestwood aux États-Unis) est un joueur professionnel américain de hockey sur glace.

## Biographie
Kissel fait ses débuts avec les Steel de Chicago dans l'United States Hockey League en 2004-2005. Deux ans plus tard, il joue avec les Fighting Irish de Notre Dame dans le championnat universitaire, la National Collegiate Athletic Association. Avec son équipe, Kissel remporte le titre de champion de la saison en 2006-2007 et 2008-2009. En 2009-2010, il joue avec Notre Dame mais également avec les Condors de Bakersfield dans l'ECHL.
Au cours de la saison suivante, il débute avec les Gladiators de Gwinnett puis rejoint les Aces de l'Alaska au bout d'une quarantaine de parties. La nouvelle équipe de Kissel se classe premier de la saison régulière puis remporte les séries éliminatoires et la Coupe Kelly allant avec. Encore premiers à la fin de la saison 2011-2012, les Aces perdent en demi-finale lors des séries de la Coupe Kelly. Il joue deux matchs de la saison 2011-2012 avec les Sound Tigers de Bridgeport de Ligue américaine de hockey.
Avant les débuts de la saison 2012-2013, Kissel quitte l'Amérique du Nord et s'engage aux profits des Stavanger Oilers dans le championnat de Norvège. Les joueurs de Stavanger finissent la saison 2012-2013 en se classant deuxièmes du championnat, sept points derrière Vålerenga. Frisk Asker puis Lørenskog sont éliminés par Stavanger lors des premiers tours des séries en cinq et six rencontres. La finale oppose donc la meilleure équipe des dernières années à l'équipe la plus titrée, Vålerenga. Six matchs sont nécessaires pour voir les Oilers remporter un troisième titre, le premier pour l'américain.
Après avoir remporté le groupe E de qualification, les Oilers jouent en janvier la Super finale de la Coupe continentale 2013-2014 dans la patinoire des Dragons de Rouen. Les Oilers débutent la finale en jouant contre les champions en titre de la coupe, les Donbass Donetsk évoluant en temps normal dans la Ligue continentale de hockey. Les deux équipes ne parviennent pas à se départager avant les tirs de fusillade mais après quatre tireurs, ce sont les champions en titre qui remportent le premier match. Stavanger bat les locaux lors du deuxième match sur le score de 6-2 avec une assistance de Kissel. Le dernier match de l'équipe pour la finale a lieu contre l'Associazione Sportiva Asiago Hockey et les Oilers s'imposent 7-2 ; auteur de deux buts et deux passes décisives, l'américain est désigné homme de la rencontre. Grâce à une victoire des Dragons face à Donbass aux tirs de fusillade, les Oilers sont vainqueurs de la Coupe Continentale. Avec 2 buts et 3 aides pour un total de 5 points, Jean-Michel Daoust et Kissel terminent meilleurs réalisateurs de la finale à égalité avec Christopher DiDomenico d'Asiago et Marc-André Thinel de Rouen, ce dernier les devançant au nombre de buts inscrits.

## Statistiques
| Saison    | Équipe                       | Ligue      |                   | Saison régulière  | Saison régulière  | Saison régulière  | Saison régulière  | Saison régulière  | Saison régulière  |                   | Séries éliminatoires | Séries éliminatoires | Séries éliminatoires | Séries éliminatoires | Séries éliminatoires | Séries éliminatoires |
| Saison    | Équipe                       | Ligue      | PJ                | B                 | A                 | Pts               | Pun               | +/-               | PJ                | B                 | A                    | Pts                  | Pun                  | +/-                  |                      |                      |
| 2004-2005 | Team Illinois U18            | MWEHL      | 14                | 5                 | 4                 | 9                 | 4                 |                   |                   |                   |                      |                      |                      |                      |                      |                      |
| 2004-2005 | Steel de Chicago             | USHL       | 18                | 1                 | 4                 | 5                 | 0                 | +3                | 4                 | 0                 | 0                    | 0                    | 0                    | +1                   |                      |                      |
| 2005-2006 | Steel de Chicago             | USHL       | 59                | 17                | 27                | 44                | 28                | -11               |                   |                   |                      |                      |                      |                      |                      |                      |
| 2006-2007 | Fighting Irish de Notre Dame | NCAA       | 22                | 6                 | 3                 | 9                 | 16                | +5                |                   |                   |                      |                      |                      |                      |                      |                      |
| 2007-2008 | Fighting Irish de Notre Dame | NCAA       | 43                | 9                 | 14                | 23                | 18                | +11               |                   |                   |                      |                      |                      |                      |                      |                      |
| 2008-2009 | Fighting Irish de Notre Dame | NCAA       | 37                | 6                 | 11                | 17                | 14                | +7                |                   |                   |                      |                      |                      |                      |                      |                      |
| 2009-2010 | Fighting Irish de Notre Dame | NCAA       | 38                | 4                 | 4                 | 8                 | 16                | -2                |                   |                   |                      |                      |                      |                      |                      |                      |
| 2009-2010 | Condors de Bakersfield       | ECHL       | 11                | 7                 | 1                 | 8                 | 0                 | -5                | 9                 | 2                 | 2                    | 4                    | 4                    | -8                   |                      |                      |
| 2010-2011 | Gladiators de Gwinnett       | ECHL       | 45                | 9                 | 14                | 23                | 14                | -30               |                   |                   |                      |                      |                      |                      |                      |                      |
| 2010-2011 | Aces de l'Alaska             | ECHL       | 27                | 11                | 12                | 23                | 4                 | +9                | 13                | 3                 | 8                    | 11                   | 2                    | +4                   |                      |                      |
| 2011-2012 | Aces de l'Alaska             | ECHL       | 70                | 35                | 33                | 68                | 30                | +9                | 10                | 5                 | 2                    | 7                    | 4                    | +2                   |                      |                      |
| 2011-2012 | Sound Tigers de Bridgeport   | LAH        | 2                 | 0                 | 0                 | 0                 | 0                 | -1                |                   |                   |                      |                      |                      |                      |                      |                      |
| 2012-2013 | Stavanger Oilers             | GET ligaen | 44                | 24                | 26                | 50                | 30                | +18               | 17                | 7                 | 11                   | 18                   | 6                    | +3                   |                      |                      |
| 2013-2014 | Stavanger Oilers             | GET ligaen | 44                | 21                | 40                | 61                | 36                | +32               | 17                | 8                 | 10                   | 18                   | 4                    | +9                   |                      |                      |
| 2014-2015 | Stavanger Oilers             | GET ligaen | 44                | 23                | 37                | 60                | 20                | +31               | 15                | 5                 | 9                    | 14                   | 4                    | +8                   |                      |                      |
| 2015-2016 | Stavanger Oilers             | GET ligaen | 37                | 15                | 33                | 48                | 12                | +28               | 13                | 5                 | 1                    | 6                    | 14                   | 0                    |                      |                      |
| 2016-2017 | Stavanger Oilers             | GET ligaen | 45                | 29                | 30                | 59                | 16                | +28               | 14                | 13                | 12                   | 25                   | 8                    | +24                  |                      |                      |
| 2017-2018 | HC Viège                     | LNB        | 46                | 18                | 28                | 46                | 24                | +11               | 6                 | 2                 | 3                    | 5                    | 8                    |                      |                      |                      |
| 2018-2019 | HC Viège                     | LNB        | 44                | 25                | 28                | 53                | 14                | +19               | 4                 | 1                 | 1                    | 2                    | 2                    |                      |                      |                      |
| 2019-2020 | Stavanger Oilers             | GET ligaen | 43                | 22                | 35                | 57                | 24                | +23               | -                 | -                 | -                    | -                    | -                    | -                    |                      |                      |
| 2020-2021 | Stavanger Oilers             | GET ligaen | 24                | 13                | 23                | 36                | 20                | +11               | -                 | -                 | -                    | -                    | -                    | -                    |                      |                      |
| 2021-2022 | Stavanger Oilers             | GET ligaen | 40                | 18                | 28                | 46                | 14                | +21               | 15                | 6                 | 10                   | 16                   | 0                    | 10                   |                      |                      |
| 2022-2023 | Stavanger Oilers             | GET ligaen | 44                | 20                | 29                | 49                | 6                 | +22               | 15                | 6                 | 6                    | 12                   | 16                   | 12                   |                      |                      |
| 2023-2024 | Stavanger Oilers             | GET ligaen | Saison en cours ? | Saison en cours ? | Saison en cours ? | Saison en cours ? | Saison en cours ? | Saison en cours ? | Saison en cours ? | Saison en cours ? | Saison en cours ?    | Saison en cours ?    | Saison en cours ?    | Saison en cours ?    |                      |                      |

## Trophées et honneurs personnels
- Champion de la NCAA en 2006-2007 et 2008-2009 avec le Fighting Irish de Notre Dame
- Vainqueur de la Coupe Brabham en 2010-2011 et 2011-2012 avec les Aces de l'Alaska
- Vainqueur de la Coupe Kelly en 2011 avec les Aces de l'Alaska
- Champion de Norvège en 2012-2013, 2013-2014, 2014-2015, 2015-2016 et 2016-2017 avec les Stavanger Oilers
- Vainqueur de la Coupe continentale en 2013-2014 avec les Stavanger Oilers